# Brendan Rodgers
Brendan Rodgers, född 26 januari 1973 i Carnlough, är en nordirländsk fotbollstränare och före detta fotbollsspelare som för närvarande är tränare för Celtic.

## Tränaruppdrag

### Watford FC
Rodgers tränade Watford mellan november 2008 och juni 2009. Detta var hans första uppdrag som huvudtränare efter att tidigare jobbat som ungdomstränare i Reading och Chelsea. 

### Reading FC
Brendan Rodgers presenterades som ny manager för Reading den 5 juni 2009 efter att ha lämnat sin post som manager för Watford dagen innan. Reading fick betala Watford en kompensation på 500 000 brittiska pund, som kan ökat upp till 1 000 000 brittiska pund.

### Swansea City AFC
I juli 2010 presenterades Brendan Rodgers som ny manager för Swansea City.

### Liverpool FC
Den 1 juni 2012 blev det klart att Rodgers kommit överens om ett avtal för att bli ny manager för Liverpool. Säsongen 2013-2014 slutade Liverpool tvåa i Premier League. I början av säsongen 2015-2016 sparkades Rodgers av Liverpool.

### Celtic FC
Den 20 maj 2016 presenterades Rodgers som ny tränare för skotska Celtic.

### Leicester City FC
Den 26 februari 2019 presenterades Rodgers som ny tränare för Leicester City under ett kontrakt till sommaren 2022. Den 6 december 2019 förlängdes kontraktet till sommaren 2025. Han avskedades från positionen den 2 april 2023.

### Celtic FC
Den 19 juni 2023 återvände Rodgers till Celtic som klubbens nya tränare under ett treårskontrakt.